# Кузнецов, Владислав Михайлович
Владислав Михайлович Кузнецов (род. 9 февраля 1940, Ленинград) — советский хоккеист, защитник. Судья.

## Биография
В 1954 году вслед за другом Георгием Юдиным оказался в «Динамо». В качестве капитана молодежной команды несколько раз выигрывал первенства Ленинграда в футболе и хоккее. В сезоне 1958/59 играл в классе «Б» за ЛПИ. Три сезона провёл в чемпионате за «Кировец». В сезонах 1962/63 — 1963/64 выступал за «Спартак» Ленинград. По приглашению Николая Пучкова перешёл в СКА, где отыграл три сезона. В составе молодёжной сборной выступал на Кубке Ахерна под руководством Анатолия Кострюкова. Играл в низших лигах за команды «Дизелист» Пенза (1967/68 — 1968/69), «Динамо» Ленинград (1969/70 — 1970/71), «Шторм» Ленинград (1971/72).
После завершения карьеры играл за команду «Мясокомбинат», тренировал детей. Среди воспитанников — Сергей Пушков.
Работал судьёй. Пять раз включался в десятку лучших арбитров СССР.